# Scrupocellaria spinigera
Scrupocellaria spinigera är en mossdjursart som beskrevs av Osburn 1950. Scrupocellaria spinigera ingår i släktet Scrupocellaria och familjen Candidae. Inga underarter finns listade i Catalogue of Life.